# Dolgesheim
Dolgesheim település Németországban, Rajna-vidék-Pfalz tartományban. Lakosainak száma 946 fő (2023. december 31.).

## Népesség
A település népességének változása:
| Lakosok száma | 756  | 1023 | 1015 | 981  | 977  | 946  |
|               | 1975 | 2017 | 2019 | 2021 | 2022 | 2023 |